# Chlupaté knedlíky
Chlupaté knedlíky jsou pokrm, jehož základ tvoří strouhané syrové brambory a mouka. 
V západních Čechách a Pošumaví bývají kulaté, velikosti dětské pěsti. Po uvaření se rozpůlí a podávají jako příloha k pečením většinou zároveň s vařeným kyselým nebo sladkým zelím. Ve východních Čechách, resp. Podkrkonoší se z podobného základu dělají malé noky a podávají se stejně jako prve uvedené, často však jako samostatné jídlo, kdy se noky smíchají s osmaženou cibulkou, případně i s čerstvými nebo sušenými dušenými houbami, nebo kyselým zelím. Název "chlupaté" odpovídá vzhledu knedlíků – na povrchu knedlíků zůstane vrstvička vysráženého škrobu z brambor, která může připomínat jemné chloupky. Strukturou i vzhledem jsou podobné známějším haluškám.